# Alberto Trionfi
Alberto Trionfi (Jesi, 2 luglio 1892 – Kuźnica Żelichowska, 28 gennaio 1945) è stato un generale italiano trucidato dai nazisti a Schelkowhammer (oggi Kuźnica Żelichowska), in Polonia, durante una marcia della morte.
Il suo assassinio avvenne dopo l'evacuazione del campo di concentramento Offizierslager 64Z di Schokken, nel quale Trionfi era stato deportato assieme ad altri duecento ufficiali generali italiani fatti imprigionare dal Reich nazista dopo l'8 settembre 1943 per non essersi voluti piegare al nazifascismo al momento dello sbando dell'esercito italiano. Una via gli è stata intitolata nelle città di Ancona e Roma.
La sua biografia - dal ruolo di ufficiale di carriera con importanti incarichi nel Peloponneso (fu a capo della fanteria della 59 divisione Cagliari) fino al martirio per mano nazista - è stata narrata in due libri scritti sulla base del diario tenuto in lager dallo stesso internato, e pervenuto in circostanze rocambolesche ai familiari, e resoconti di testimoni oculari. Uno di questi volumi (Il generale Alberto Trionfi - Scritti e memorie dalla Grecia al Lager - Un delitto delle SS) è stato pubblicato nel 2004 dall'Associazione Nazionale Ex Internati a firma della figlia di Trionfi, Maria, che ha rievocato in un'intervista alla trasmissione Cominciamo bene estate (Raitre), la figura del padre. Questo episodio storico, non molto conosciuto, è narrato anche nel libro Noi nei lager: testimonianze di militari italiani internati nei campi nazisti (1943-1945), di Luca Frigerio, pubblicato dalle Edizioni Paoline nel 2008.

## Biografia
Di famiglia aristocratica - il padre era il marchese Riccardo Trionfi, armatore nelle Americhe durante l'Ottocento - Trionfi fu avviato alla carriera militare come i fratelli Giuseppe e Luigi, divenuti rispettivamente ammiraglio e generale di divisione. Frequentò l'Accademia Militare di Modena. Con i gradi di capitano prese parte alla prima guerra mondiale, rimanendo ferito per tre volte nelle battaglie sul Carso. Fu per questo insignito di medaglia al valore.
Divenuto colonnello, alla vigilia della seconda guerra mondiale gli venne affidato l'incarico di capo di Stato maggiore della divisione Siena di stanza in Albania. Prima di essere nominato nel 1942 generale di brigata ricoprì altri prestigiosi incarichi in seno all'esercito, tra cui quelli di capo di Stato maggiore della divisione Lombardia, addetto allo Stato maggiore dell'esercito, al comando della difesa territoriale di Roma e a quello del XVII Corpo d'armata a Roma.
Nei giorni immediatamente precedenti l'armistizio, Trionfi si trovava in licenza a Roma. Invano venne esortato a non fare rientro in Grecia essendo mutate le condizioni politico-militari: l'ufficiale volle tuttavia partire verso la base di Navarino (Grecia), per restare vicino ai suoi soldati. Non riuscì però a raggiungere il fronte: fu bloccato assieme ad altri comandanti italiani dalle truppe della Wehrmacht e deportato su un vagone ferroviario blindato nel campo di prigionia tedesco situato in Polonia per ufficiali italiani che non vollero aderire alla Repubblica Sociale Italiana, Offizierlager 64/Z di Schokken (oggi Skoki), zweiglager (sottocampo) di Altburgund nella XXI Regione militare (a fine 1944 risulteranno rinchiusi in tale campo duecentosessantasei militari italiani, di cui centosettantasette generali).

## Memorie dal lager
Dal lager, Trionfi, dopo un periodo di forzato silenzio, riuscì a stabilire dal gennaio 1944 un contatto epistolare con la famiglia, tenendo contestualmente, sia pure a prezzo di grandi difficoltà, un diario redatto su due agendine che aveva con sé al momento della cattura. È sulla base di questo diario che la figlia dell'ufficiale, Maria, entrata in possesso della documentazione parzialmente deteriorata attraverso alcuni ufficiali liberati, è riuscita a ricostruire con un particolare metodo di lettura in fluorescenza (la lampada di Wood, ideata dal fisico Robert William Wood) i mesi di prigionia nel campo 64Z, i soprusi subiti dal padre da parte della Gestapo, sordi alle convenzioni internazionali di tutela dei prigionieri di guerra.
Di tali soprusi dovette rendersi conto l'osservatore repubblichino Angelo Tonitto che dopo una visita al capo di concentramento ebbe a relazionare:

## La marcia della morte
Quando a gennaio 1945 l'armata sovietica era ormai sulla Vistola, i nazisti decisero l'evacuazione del campo con trasferimento degli internati a Luckenwalde, località a sud di Berlino. Iniziava così una delle tante marce della morte, con la colonna dei generali che viene divisa in più tronconi. Assieme ad altri sedici compagni di prigionia, Trionfi si fermò con alcuni compagni, durante il cammino, in una taverna alla ricerca di cibo: vennero notati da un sottufficiale della Luftwaffe e denunciati alle SS.
Fu a Kuźnica Żelichowska, prima che la marcia potesse riprendere, che - sotto gli occhi di donne polacche e deportati atterriti - avvenne la carneficina per coloro che non erano in grado di camminare. Il primo a cadere sotto il fuoco nazista fu il generale Carlo Spatocco; poi venne la volta del generale Emanuele Balbo Bertone; quindi toccò a Trionfi essere ucciso, e dopo di lui ai generali Alessandro Vaccaneo, Giuseppe Andreoli e Ugo Ferrero.
Dopo un'errata informazione, pervenuta nel maggio 1945 alla famiglia dall'ambasciata italiana a Mosca, che segnalava Trionfi vivo e in buona salute, nel mese successivo si ebbe la conferma, con lettera di scuse, della morte dell'ufficiale. Solo nel 1956, undici anni dopo i fatti, i resti del generale vennero fatti rientrare in Italia dalla Polonia, riposti in un'urna cineraria trasportata a bordo di una nave mercantile russa che fece scalo ad Ancona.
Vani sono stati, nonostante l'intervento di Simon Wiesenthal, i tentativi della figlia di Trionfi perché l'ufficiale delle SS autore dell'uccisione del padre, pure identificato, fosse giudicato per il crimine compiuto.